# The MET
Pour les articles homonymes, voir MET.
Ne doit pas être confondu avec Metropolitan Museum of Art.
The MET est un gratte-ciel de Bangkok qui mesure 230 m pour 69 étages. C'était en 2012 le quatrième plus haut édifice de Thaïlande et le plus haut condominium de Bangkok. En 2024, c'est la vingt-et-unième plus haute construction de Thaïlande et la vingtième plus haute de Bangkok. Il est situé en plein cœur du quartier d'affaires de Sathorn (Saton).
Cet immeuble d'habitation, appelé condominium en Asie du Sud-Est, est l’œuvre d'un cabinet d'architectes de Singapour, WOHA, associé avec la société thaïlandaise Tandem Architects. Il est constitué de 370 appartements comprenant 6 configurations différentes : les logements vont de 90 m2 à 545 m2 pour les plus luxueux  et certains possèdent en plus un jardin privé de 40 m2..
C'est un immeuble de nouvelle génération adapté aux climats tropicaux sans avoir besoin de climatisation : il est en fait composé de 2 rangées de 3 tours reliées par des coursives semi-couvertes permettant une ventilation naturelle du bâtiment ainsi qu'une réduction de la pression du vent sur la structure. 
The MET a reçu plusieurs prix récompensant son design innovant, en particulier le prix international du gratte-ciel 2010, un prix décerné tous les deux ans par la ville de Francfort et DekaBank.